# Aniara (poemat)

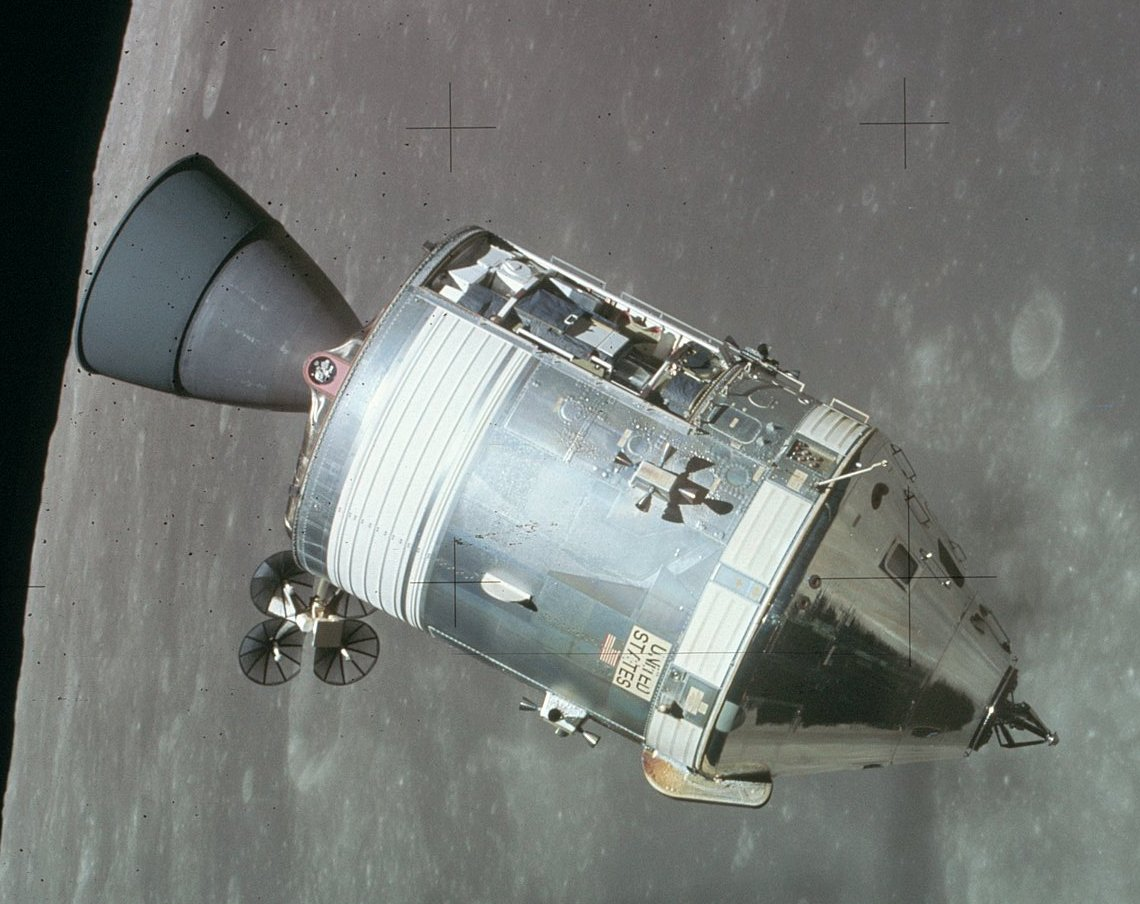
Harry Martinson wydał poemat Aniara jeszcze przed pierwszym lotem kosmicznym. Na zdjęciu moduł orbitalny programu Apollo

Aniara – poemat szwedzkiego poety, laureata Nagrody Nobla za rok 1974, Harry'ego Martinsona, opublikowany w 1956. Utwór zalicza się do nurtu science-fiction i opowiada o kosmicznym rejsie tytułowego statku, który zboczył z kursu i na zawsze utracił możność powrotu. 
Fragmenty poematu przełożył na język polski Janusz B. Roszkowski.